# Francesco Pavona

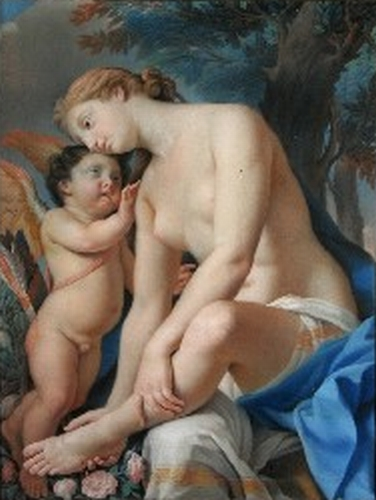
Pastellgemälde im Schloss Wörlitz: Amor tröstet die verwundete Venus

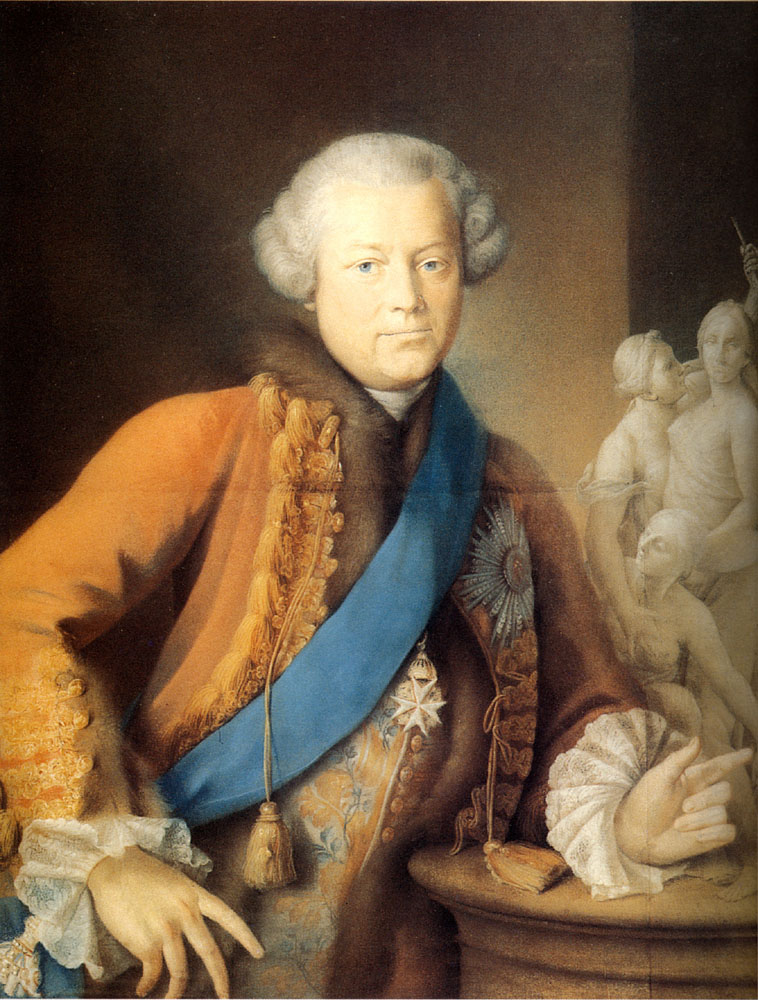
Friedrich Markgraf von Brandenburg-Culmbach-Bayreuth mit Elefanten-Orden und Johanniterorden, 1759

Francesco Pavona (* um 1695 in Udine; † um 1777 in Venedig) war ein italienischer Maler der venezianischen Schule des Barock. Pavona ist als Öl-, aber noch mehr als Pastellmaler bekannt. Er schuf neben Großformaten auch qualitätvolle Porträts.

## Leben
Pavona stammte aus Udine in Friaul-Julisch Venetien, lernte zunächst bei Giacomo Carneo (dem Vater von Antonio Carneo), dann bei Giovanni Gioseffo dal Sole und Marcantonio Franceschini in Bologna und danach in Mailand. Dort war er Gast des bekannten Malers Carlo Carlone, mit dem ihn eine langjährige Freundschaft verband. Während eines Aufenthaltes der Pastell-Malerin Rosalba Carriera im Palazzo Lantieri in Görz im Jahr 1730 war Pavona ihr Schüler; aus seiner Hand sind dort mehrere Heiligenbilder erhalten. In der Pinakothek der Görzer Museen der Provinz (Musei Provinciali) im ehemaligen Palazzo Attems-Petzenstein sind heute weitere Gemälde von Pavona zu sehen. Ebenfalls aus dem Jahr 1730 stammt die Darstellung einer „Rosenkranz-Madonna“ (Madonna del Rosario) in der Pfarrkirche S. Martino in Bertiolo bei Udine. 1737 war er bereits so bekannt, dass der Kunstsammler Francesco Maria Niccolo Gabburri ein Selbstporträt von Pavona erwarb. Später ging Pavona nach Genua, Spanien, Portugal (Lissabon 1735), Schweden, Dänemark und in weitere Länder. sowie nach Deutschland, wo er an verschiedenen Höfen tätig war. In Deutschland war er, unterstützt durch den philosophischen Schriftsteller, Kunstkritiker und -händler Francesco Algarotti, ab 1745 14 Jahre lang am sächsischen Hof in Dresden unter dem als Kunstmäzen bekannten Kurfürsten Friedrich August II. tätig, heiratete und gründete eine Familie. 1759 reiste er, wohl auch durch Algarotti vermittelt, nach Bayreuth, um dort mehrere Porträts des Markgrafen Friedrich anzufertigen und einige Werke (u. a. von Pompeo Batoni und Anton Raphael Mengs) aus der Gemäldesammlung der Markgräfin Wilhelmine anzukaufen. Ein weiteres der Gemälde von Pavona befindet sich – als Teil der originalen Ausstattung – im Schloss Wörlitz bei Dessau. Später ging Pavona für einige Jahre nach Bologna zurück. Von dort übersiedelte er Anfang der 1760er Jahre nach Venedig, wo er 1763 in die Mal- und Zeichenakademie (Accademia di Pittura e Disegno) gewählt wurde, wobei er mit zehn zu acht Stimmen Canaletto vorgezogen wurde.